# Śląski Wawrzyn Literacki

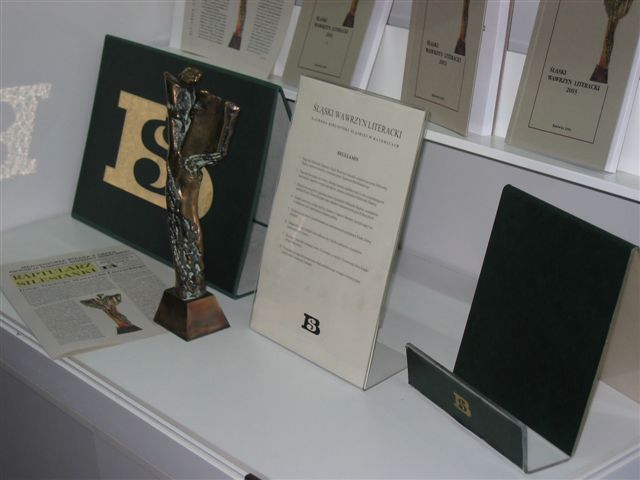
Statuetka Śląskiego Wawrzynu Literackiego, oraz publikacje towarzyszące nagrodzie – prezentacja na Krajowych Targach Książki, Warszawa, 27 listopada 2004

Śląski Wawrzyn Literacki – nagroda literacka zainicjowana przez Bibliotekę Śląską w Katowicach w 1999  r., przyznawana przez jej czytelników, za najlepszą książkę poprzedniego roku kalendarzowego.

## Przyznawanie nagrody
Początkowo nominacje do nagrody przedstawiała dwunastoosobowa Kapituła Klubu Dobrej Książki, w której skład wchodzili wybitni pisarze, krytycy i naukowcy z Górnego Śląska. Przewodniczącym kapituły był prof. Ireneusz Opacki, ówczesny dyrektor Instytutu Nauk o Literaturze Polskiej Uniwersytetu Śląskiego.
Z czasem książki rekomendować zaczęli wybitni krytycy i badacze literatury z Polski i zagranicy, podczas comiesięcznych spotkań, w każdy ostatni czwartek miesiąca, w gmachu Biblioteki Śląskiej. W ramach każdego spotkania wygłaszana jest laudacja książki, następuje podpisanie dyplomu nominacji przez laudatora, prezentowane są fragmenty nominowanej książki, materiały dźwiękowe lub filmowe związane z nominowanym do wyróżnienia autorem oraz dyskusja z uczestnikami. Prowadzącymi spotkania byli: w latach 1999-2006 dr Aleksandra Pethe, Małgorzata Sznicer oraz red. Mariusz Kubik, w latach 2006-2010 prof. Marian Kisiel, w latach 2010-2012 prof. Danuta Opacka-Walasek, a w latach 2012-2015 prof. dr hab. Dariusz Nowacki, natomiast w latach 2015–2018 spotkania prowadził prof. dr hab. Krzysztof Uniłowski.
Po zakończeniu cyklu spotkań w danym sezonie (trwającym od października do czerwca), odbywa się głosowanie czytelników. Zwycięzca otrzymuje dyplom i statuetkę autorstwa Zygmunta Brachmańskiego. Na gali finałowej w gmachu Biblioteki Śląskiej obecny jest autor zwycięskiej książki oraz jej laudator.

## Laureaci Śląskiego Wawrzynu Literackiego[2]
- 1999 Tadeusz Różewicz za książkę pt.: Matka odchodzi (Wyd. Dolnośląskie, Wrocław)
- 2000 Czesław Miłosz za tom poezji pt: To (Wyd. Znak, Kraków)
- 2001 Ewa Lipska za tom poezji pt.: Sklepy zoologiczne (Wyd. Literackie, Kraków)
- 2002 Walery Pisarek za książkę pt.: Nowa retoryka dziennikarska (Wyd. Universitas, Kraków)
- 2003 Maciej Maleńczuk za książkę pt.:  Chamstwo w Państwie (Wyd. Literackie, Kraków)
- 2004 Janusz Głowacki za książkę autobiograficzną  pt.:  Z Głowy (Wyd. Świat Książki, Warszawa)
- 2005 Jan Paweł II za książkę pt.:  Pamięć i tożsamość (Wyd. Znak, Kraków)
- 2006 Ryszard Kapuściński za książkę pt.: Ten Inny (Wyd. Znak, Kraków)
- 2007 Henryk Waniek za książkę pt.: Sprawa Hermesa (Wyd. Literackie, Kraków)
- 2008 Jacek Dehnel za książkę pt.: Balzakiana (Wyd. W.A.B., Warszawa)

W 10-lecie Śląskiego Wawrzynu Literackiego zorganizowano także głosowanie internetowe, w którym zwyciężyli Beata Nowacka i Zygmunt Ziątek za książkę Ryszard Kapuściński. Biografia pisarza.
- 2009 Olga Tokarczuk za książkę pt.: Prowadź swój pług przez kości umarłych (Wyd. Literackie, Kraków)
- 2010 Aleksander Nawarecki za książkę pt.: Lajerman (Wyd. Słowo/Obraz Terytoria, Gdańsk)
- 2011 Zbigniew Białas za książkę pt.: Korzeniec (Wyd. MG, Warszawa)
- 2012 Szczepan Twardoch za książkę pt.: Morfina (Wyd. Literackie, Kraków)
- 2013 Marek Krajewski za książkę pt.: W otchłani mroku (Wyd. Znak, Kraków)
- 2014 Magdalena Grzebałkowska za książkę pt.: Beksińscy: portret podwójny (Wyd. Znak, Kraków)
- 2015 Filip Springer za książkę pt.: 13 pięter (Wyd. Czarne, Kraków)
- 2016 Ryszard Koziołek za książkę pt.: Dobrze się myśli literaturą (Wyd. Czarne, Kraków)

W 18-lecie Śląskiego Wawrzynu Literackiego podczas Wieczoru Wystawców, który odbył się 10 listopada 2017 r. w ramach 3. Śląskich Targów Książki przyznano Wawrzyn Wawrzynów. Nagrodę otrzymała Olga Tokarczuk.
- 2017 Ignacy Karpowicz za książkę pt.: Miłość (Wyd. Literackie, Kraków)

## Laudatorzy
Wśród laudatorów Klubu Dobrej Książki byli m.in.: prof. Aleksander Fiut (Uniwersytet Jagielloński), prof. Bogdan Pięczka (Uniwersytet Wrocławski), prof. Michał Głowiński (IBL PAN), prof. Przemysław Czapliński (Uniwersytet im. Adama Mickiewicza), dr Piotr Śliwiński (Uniwersytet im. Adama Mickiewicza), prof. Julian Kornhauser (Uniwersytet Jagielloński), prof. Edward Balcerzan (Uniwersytet im. Adama Mickiewicza), prof. Anna Nasiłowska (IBL PAN), dr Dariusz Nowacki (Uniwersytet Śląski), Bohdan Zadura ("Twórczość", "Akcent"), prof. Jerzy Jastrzębski (Uniwersytet Wrocławski), prof. Stefan Bednarek (Uniwersytet Wrocławski), dr Krzysztof Koehler (Uniwersytet Jagielloński), prof. Marta Wyka (Uniwersytet Jagielloński), ks. prof. Jerzy Szymik (Katolicki Uniwersytet Lubelski), prof. Jan Malicki (Uniwersytet Śląski), prof. Aleksander Nawarecki (Uniwersytet Śląski), red. Krzysztof Varga ("Gazeta Wyborcza"), dr Robert Cieślak (Uniwersytet Szczeciński), prof. Walery Pisarek (Uniwersytet Jagielloński), prof. Inga Iwasiów (Uniwersytet Szczeciński), red. Krzysztof Lisowski (Wydawnictwo Literackie), red. Wacław Sadkowski ("Literatura na Świecie"), Krystyna Rodowska (poetka, tłumaczka), Tomasz Raczek (Instytut Wydawniczy "Latarnik"), dr Jacek Leociak (IBL PAN), dr Marek Bieńczyk (prozaik, eseista, tłumacz, dr Leszek Engelking (Uniwersytet Łódzki), dr Leszek Bugajski (Wyższa Szkoła Humanistyczna, Pułtusk, "Newsweek), Vaclav Burian (Uniwersytet Palackiego, Ołomuniec, Czechy), prof. Andrzej Mencwel (Uniwersytet Warszawski; nominował Warunek Eustachego Rylskiego), prof. Stanisław Bereś (Uniwersytet Wrocławski, Ryszard Matuszewski (publicysta, krytyk literacki), dr hab. Marek Zaleski (IBL PAN Warszawa), prof. Dariusz Pawelec (Uniwersytet Śląski, Katowice).